# Xinzha (sockenhuvudort i Kina, Hubei Sheng, lat 31,12, long 113,63)
Xinzha (kinesiska: 辛榨乡) är en sockenhuvudort i Kina. Den ligger i provinsen Hubei, i den centrala delen av landet, omkring 86 kilometer nordväst om provinshuvudstaden Wuhan. Antalet invånare är 28 791. Befolkningen består av 14 190 kvinnor och 14 601 män. Barn under 15 år utgör 15,0 %, vuxna 15-64 år 72 %, och äldre över 65 år 11,0 %.
Runt Xinzha är det tätbefolkat, med 636 invånare per kvadratkilometer. Närmaste större samhälle är Anlu, 16,3 km norr om Xinzha. Trakten runt Xinzha består till största delen av jordbruksmark.
Genomsnittlig årsnederbörd är 1 301 millimeter. Den regnigaste månaden är juli, med i genomsnitt 192 mm nederbörd, och den torraste är december, med 15 mm nederbörd.